# Station Drygulec
Station Drygulec is een spoorwegstation in de Poolse plaats Drygulec.